# Fridrik IV., kralj Danske i Norveške
Fridrik IV. (Kopenhagen, 11. listopada 1671. – Odense, 12. listopada 1730.), kralj Danske i Norveške (1699. – 1730.). 

## Životopis
Fridrik IV. bio je sin danskog i norveškog kralja Kristijana V. U savezu s Rusijom i Poljskom sudjelovao u ratu protiv Švedske (tzv. Veliki sjeverni rat, 1700. – 1721.) i stekao Schleswig. 
Poznat je i po tome što je ukinuo kmetstvo (danski: vornedskab) 1702. god. i djelovao na unapređenju trgovine, obrta, prosvjete i kulture. U Kopenhagenu je dao izgraditi dvorce Frederiksberg i Fredensborg, po uzoru na talijanske vile koje je osobno upoznao na svojim putovanjima u Italiju (oni se smatraju spomenicima Velikom sjevernom ratu). Za njegove vladavine misionar Hans Egede je započeo kolonizaciju Grenlanda.
Nakon njegove smrti 1730. god. sahranjen je u katedrali u Roskildeu, a naslijedio ga je najstariji sin Kristijan V.